# Atenski sveti brodovi
Atenski sveti brodovi su bili atenski brodovi koji su imali specijalnu ulogu u religijskim obredima i ritualima. Atenski sveti brod najčešće je bio trijera. Osim uloge u religijskim ritualima i obredima, sveti brodovi sudjelovali su u utrkama tijekom raznih festivala koji su se održavali u staroj Grčkoj. Dva najpoznatija sveta broda su bili Paralus i Salaminia[provjeriti imena je li ovo grčki izvornik ili je li barem hrvatsko čitanje njihovih imena] koji su također bili korišteni kao obavještajni brod, odnosno brod koji je nosio poruke u ime atenske vlade. Još jedan poseban sveti brod se zvao Delias. Za njega se smatra da je bio brod s kojim je Tezej plovio do Krete i koji je bio uključen u mnoge legende o ovome brodu. 